# Tour de Mareuil-Verteillac-Ribérac
Le Tour de Mareuil-Verteillac-Ribérac est une course cycliste par étapes disputée au mois de juillet dans les cantons de Mareuil, Verteillac et Ribérac, situés dans le département de la Dordogne.
Au début des années 1990, la Fédération française de cyclisme créé la catégorie espoirs (moins de 23 ans). Le Cyclo Club Pédale Nontron décide ainsi de lancer alors une épreuve dans cette catégorie en 1994 sous l’appellation "Tour du canton de Mareuil". Avec plus de 120 coureurs, la première édition est un succès et l'organisateur présente l'année suivante la course qui se déroule cette fois-ci sur deux journées et trois étapes.
En 1996, le Tour du canton de Verteillac se rajoute à l'épreuve qui prend alors le nom de « Tour des cantons de Mareuil-Verteillac ».
À la suite de l'arrêt du Cyclo Pédale Nontron, le Tour n'est pas organisé en 2003. Avec la volonté des deux cantons, le Comité d'Organisation Mareuil-Verteillac naît et relance l'épreuve, sous la responsabilité de l'Entente Ribérac Périgord Blanc.
En 2009, la course devient la manche finale du Challenge national espoirs.
En 2012, l'épreuve intègre le canton de Ribérac. Elle se déroule désormais sur trois ou quatre étapes.
De nombreux coureurs ayant brillé sur cette épreuve sont par la suite passés dans les rangs professionnels. On peut notamment citer Pierrick Fédrigo, Thomas Voeckler, Anthony Charteau, Jérôme Coppel, Rein Taaramae, Thibaut Pinot, Nacer Bouhanni, Arnaud Démare, Warren Barguil ou encore Kenny Elissonde.

## Palmarès
| Année                                  | Vainqueur             | Deuxième                 | Troisième               |
| -------------------------------------- | --------------------- | ------------------------ | ----------------------- |
| Tour du Canton de Mareuil              |                       |                          |                         |
| 1994                                   | Grégory Perez         | Vincent Sauzeau          | Jérôme Lozack           |
| 1995                                   | Fabien Pouey-Dicard   | E. Texier                | Timothy Jones           |
| Tour des Cantons de Mareuil-Verteillac |                       |                          |                         |
| 1996                                   | Samuel Plouhinec      | Timothy Jones            | Stéphane Augé           |
| 1997                                   | Gilles Canouet        | Tony Renard              | Sébastien Larrère       |
| 1998                                   | Pierrick Fédrigo      | Gérald Marot             | Thomas Knecht           |
| 1999                                   | Pierrick Fédrigo      | Gaël Moreau              | Grégory Faghel          |
| 2000                                   | Jérôme Bouchet        | Mariusz Witecki          | Maryan Hary             |
| 2001                                   | Yuriy Krivtsov        | Sylvain Calzati          | Cédric Hervé            |
| 2002                                   | Fabien Fleury         | Denis Lynch              | Pierre-Bernard Vaillant |
| 2003                                   |                       |                          |                         |
| 2004                                   | Émilien-Benoît Bergès | Thomas Bernabeu          | Anthony Boyer           |
| 2005                                   | Fabien Patanchon      | Kalle Kriit              | Mickaël Larpe           |
| 2006                                   | Jérôme Coppel         | Rein Taaramäe            | Brice Monnerais         |
| 2007                                   | Jérôme Coppel         | Cyril Bessy              | Jonathan Thiré          |
| 2008                                   | Cyril Bessy           | Geoffrey Soupe           | Peter Brouzes           |
| 2009                                   | Thibaut Pinot         | Arnaud Courteille        | Thomas Vaubourzeix      |
| 2010                                   | Florent Mallégol      | Angélo Tulik             | Ronan Racault           |
| 2011                                   | Arnaud Démare         | Rudy Molard              | Florent Mallégol        |
| Tour de Mareuil-Verteillac-Ribérac     |                       |                          |                         |
| 2012                                   | Warren Barguil        | Pierre-Henri Lecuisinier | Erwan Téguel            |
| 2013                                   | Fabien Grellier       | Jérémy Maison            | Guillaume Thévenot      |
| 2014                                   | Thomas Boudat         | Nans Peters              | Hugo Hofstetter         |
| 2015                                   | Antoine Leplingard    | Franck Bonnamour         | Florent Pereira         |
| 2016                                   | Mathias Le Turnier    | Étienne Fabre            | Antoine Leplingard      |
| 2017                                   | Marlon Gaillard       | Mathieu Burgaudeau       | David Rivière           |
| 2018                                   | Bastien Duculty       | Sten Van Gucht           | Kévin Lebreton          |